# Karibi Labdarúgó-unió

CFU (orange), CONCACAF (orange + camel).

A Karibi Labdarúgó-unió (rövidítve: CFU) a karib-térségbeli labdarúgás névleges irányító szervezete. A 30 CONCACAF-nemzetet számláló uniónak jelenleg 25 teljes jogú FIFA-tagja van.

## Tagnemzetek
- Amerikai Virgin-szigetek (Amerikai Egyesült Államok külbirtoka)
- Anguilla (Egyesült Királyság tengerentúli területe)
- Antigua és Barbuda
- Aruba (Hollandia autonóm területe)
- Bahama-szigetek
- Barbados
- Bermuda1 (Egyesült Királyság tengerentúli területe)
- Brit Virgin-szigetek (Egyesült Királyság tengerentúli területe)
- Dominikai Közösség
- Dominikai Köztársaság
- Francia Guyana2 (Franciaország tengerentúli megyéje)
- Grenada
- Guadeloupe (Franciaország tengerentúli területe)
- Guyana2
- Haiti
- Antigua és Barbuda (Hollandia autonóm területe)
- Jamaica
- Kajmán-szigetek (Egyesült Királyság tengerentúli területe)
- Kuba
- Martinique (Franciaország tengerentúli területe)
- Montserrat (Egyesült Királyság tengerentúli területe)
- Puerto Rico
- Saint Kitts és Nevis
- Saint Lucia
- Saint-Martin (Franciaország tengerentúli területe)
- Saint Vincent és a Grenadine-szigetek
- Sint Maarten (a Holland Antillák része volt, 2010. október 10-étől Hollandia társult állama)
- Suriname2
- Trinidad és Tobago
- Turks- és Caicos-szigetek (Egyesült Királyság tengerentúli területe)

1: észak-amerikai nemzet

2: dél-amerikai nemzet

## Tornák

### Nemzeti labdarúgó-válogatottak számára
- karibi kupa - nemzetközi labdarúgótorna a karib-térségbeli labdarúgó-válogatottak számára.

### Klubcsapatok számára
- CFU-bajnokok kupája - Klubbajnokság a karib-térségbeli bajnokcsapatok számára, a győztes indulhat a CONCACAF-bajnokok kupájában.

## Lásd még
- CONCACAF
- UNCAF
- NAFC
- CCCF